# 滄浪区
滄浪区（そうろう-く）は中華人民共和国江蘇省蘇州市に位置していた市轄区。1967年から1980年までの間は紅旗区と呼ばれていた。2012年10月26日、滄浪区・平江区・金閶区が合併し、姑蘇区が発足したため廃止された。
蘇州旧市街の中南部に位置し、区名は、宋代の名園滄浪亭に因む。区内には、滄浪亭の他、双塔禅院などの観光地がある。

## 行政区画
- 街道:南門街道、双塔街道、呉門橋街道、胥江街道、葑門街道、友新街道